# Eliška Richtrová
Eliška Richtrová (rozená Klímová, * 1. července 1959 Praha) je česká mezinárodní šachová velmistryně (WGM). Je členkou oddílu QCC České Budějovice.

## Tituly
Titulu mezinárodní mistryně (WIM) dosáhla roku 1980, mezinárodní velmistryní (WGM) se stala roku 1982.

## Soutěže jednotlivkyň
Je pětinásobnou mistryní Československa (1979, 1980, 1981, 1982 a 1988) (druhá byla v letech 1977 a 1978). Je dvojnásobnou mistryní České republiky v rapid šachu z let 2006 a 2011 a navíc v této disciplíně má bronzovou medaili z roku 2013. Na mistrovství České republiky v bleskovém šachu získala jednu stříbrnou medaili (2013) a dvě bronzové (2003 a 2006).
Zvítězila v Evropského poháru juniorek v roce 1978. Zúčastnila se tří mezipásmových turnajů Mistrovství světa žen v šachu v letech 1982, 1987 a 1990, z posledního v Azovu, kde obsadila třetí místo, postoupila do turnaje kandidátek mistrovství světa v Boržomi. Vyhrála řadu mezinárodních turnajů (například v Novém Sadu (1981), v Halle (1983), v Bydhošti (1985) a v Praze (1986).

## Soutěže družstev
Třikrát reprezentovala Československo a jednou Českou republiku na šachových olympiádách žen a jednou Českou republiku na Mistrovství Evropy družstev žen.

### Šachové olympiády žen
| Rok  | Družstvo | Olympiáda | Místo    | Deska | ELO  | Počet bodů | Odehráno partií | pořadí na šachovnici | pořadí družstvo |
| ---- | -------- | --------- | -------- | ----- | ---- | ---------- | --------------- | -------------------- | --------------- |
| 1988 | ČSSR     | 28.       | Soluň    | 1.    | 2370 | 6          | 14              | 35.                  | 23.             |
| 1990 | ČSFR     | 29.       | Novi Sad | 1.    | 2340 | 8          | 13              | 13.                  | 19.             |
| 1992 | ČSFR     | 30.       | Manila   | 1.    | 2320 | 8          | 14              | 23.                  | 10.             |
| 2008 | ČR       | 38.       | Drážďany | 4.    | 2270 | 5          | 10              | 27.                  | 36.             |

## Politická kariéra
Na podzim roku 2014 se stala kandidátkou hnutí ANO 2011 pro volby do městského zastupitelstva v Českých Budějovicích. Stala se jednou z hlavních postav kandidátní listiny, na které byla na třetím místě. ANO se stalo vítězem voleb a Richtrová navíc v hlasování získala největší podporu, celkem 5283 hlasů. Byla zvolena do zastupitelstva a za své priority označila hospodárnost a koncepčnost rozvoje města. Díky svému úspěchu se rozhodla ucházet o post primátorky, když měla pocit, že volební lídr hnutí ANO a kandidát na primátora Jiří Svoboda nedokáže ve vyjednané koalici zajistit dostatečné plnění programu hnutí. Když ale uvnitř hnutí neuspěla, vystoupila 20. listopadu z jeho klubu a proti nově vznikající koalici se postavila. Do funkce primátorky ji nakonec navrhli zastupitelé za ČSSD, ve volbách ji ale porazil Svoboda.